# 손오공 (기업)
손오공(孫悟空)은 대한민국의 완구 기업이다. 30억 원을 투입해 추진했던 2차전지 회사인 손오공머티리얼즈를 사업 부진을 이유로 같은 13억 원에 전량 처분했다.

## 유상증자
2025년 150억원 규모의 주주배정 후 실권주 일반공모 방식의 유상증자를 할 예정으로 유상증자 자금으로 전환사채(CB)의 조기상환청구(풋옵션) 대응에 96억원을 사용할 예정이다.

## SONOKONG(주)손오공
2005년
- 12`컴온베이비 공개서비스 실시
- 12애니메이션 `장금이의 꿈` 日 NHK서 방송
- 11마텔<Mattel>社와 국내독점유통 계약을 위한 MOU 체결
- 11`컴온베이비`, 600만불에 대만 수출
- 10애니메이션 `장금이의 꿈` MBC TV방영
- 09급속 충전형 소형 비행기 `스카이원<SKYONE>` 일본 수출
- 09`록맨 에그제 엑세스` 제품 출시
- 07애니메이션 `천하통일 파이어비드맨` KBS 2TV 방영
- 06`공룡왕` 사업설명회 개최
- 06온라인 게임사업진출 – 캐주얼레이싱게임 `컴온베이비 온라인`
- 05`구슬대전 배틀비드맨` 제로2시스템 16종 제품 출시
- 04전자강아지 `아이독` 출시
- 03CJ인터넷과 `쿵야` 캐릭터 사업계약 체결
- 02`구슬대전 배틀비드맨` 무선조종기<RC> 버전 출시
- 02한복인형 `연지` 설빔 출시
- 01손오공, 코스닥 등록
- 02`은하영웅 사이버트론` 시리즈 제품 출시
- 01여아인형 ´브라츠´ 회상 시리즈 출시

2006년
- 122006년 세계인형 대축제 참가
- 12온라인게임 `샤이야` 중국내 부분유료화 방식의 상용화 실시
- 11서울국제완구박람회<SITOY> 참가
- 10마이크로로봇과 감성형 로봇완구에 관한 본 계약 체결
- 10재능방송 통해 `이다텐점프` 방영
- 09코믹액션 레이싱게임 `컴온베이비!` 이달의 우수게임 선정
- 09`부탁해 마이멜로디` 사업설명회 개최
- 09경기디지털콘텐츠진흥원과 업무제휴<MOU> 체결
- 08日산리오社와 `마이멜로디` 독점유통계약 체결
- 07`마법전사 유캔도`, `이다텐점프` 독점사업권 획득
- 06`블레이드킹` 머니투데이 <히트상품>으로 선정
- 06월트디즈니사와 픽사스튜디오의 `카` 제품 출시
- 05경품용 상품권 관리 ISP, 손오공 컨소시엄 선정
- 04`장금이의 꿈` 인형제품 출시
- 03`블레이드킹` 제품 출시
- 03`컴온베이비!` 부분 유료화 방식의 상용화 실시
- 02애니메이션 `장금이의 꿈` 중국, 홍콩, 대만 수출
- 01손오공, `샤이야`, `컴온베이비!` 30억 수출 계약

2007년
- 10서울국제완구박람회<SITOY> 참가
- 07`슈팅바쿠간` 사업설명회 개최
- 07온라인쇼핑몰 `eshop` 오픈
- 04`비행완구 `스카이 메카 버드` 공개
- 04`마법전사 유캔도` 뮤지컬 공연
- 03전통한복인형 `연지` 황진이 출시
- 02애니메이션 `마이멜로디` SBS TV통해 방영
- 01SBS 프로덕션과 어린이 액션드라마 공동제작 MOU 체결

2008년
- 12㈜SBS 프로덕션과 극장용 애니메이션 `탑블레이드 더 무비` 공동 사업계약 체결
- 10재능TV통해 `공룡킹` 방영시작
- 10`출동 레스큐포스` 제품 출시
- 08`메탈베이블레이드` 애니메이션 방영 및 제품 출시
- 04온라인게임 `LIFE online` 중국 수출
- 04Will 전용 소프트웨어 `엘레비츠` 유통계약 체결 및 정식 발매
- 02애니메이션 `슈팅바쿠간` 재능TV 방영
- 01아이돌그룹 `소녀시대` 인형 한정판매
- 01`인생은행` 제품 출시

2009년
- 12온라인게임 `네오온라인<N.E. O online>` 일본 수출 계약 체결
- 122009서울인형 전시회 참가
- 11MEGA BRANDS와 국내유통계약 체결
- 09`메탈베이블레이드1` 출시
- 09로보트태권브이와 라이선스 계약 체결
- 06`이겨라 얏타맨`, `천하무적 아머히어로` 사업설명회 개최
- 04㈜모닝글로리와 물품 공급계약 체결
- 04日디라이츠社와 `메탈베이블레이드` TV애니메이션 공동 투자계약 체결
- 03GuangDong Alpha Animation and Culture Co., Ltd와 국내 사업계약 체결

2010년
- 12日타카라토미 社와 국내 독점 유통에 관한 양해각서<MOU>체결
- 11`쿠킹토이` 제품 출시
- 10`플래닛 51` 제품 출시
- 09`메탈베이블레이드2:세계정복` 애니메이션 방영 및 완구 출시
- 08`메탈베이블레이드 아시아침패언십` 개최
- 07블리자드엔터테인먼트와 `스타크래프트2 자유의날개` PC방 유통 파트너 계약 체결
- 05TV 애니메이션 `메탈베이블레이드2` 투자계약 체결 및 국내사업전개
- 05카드게임 `듀얼레전드` 사업 전개
- 02블록완구 `메가블록` 제품 출시
- 02`긴급출동 레스큐파이어` 제품 출시

2011년
- 12손오공 자회사 손오공IB 라이엇게임즈와 `리그오브레전드<LOL>`의 국내 PC방 영업대행 총판계약 체결
- 112012 마이멜로디 사업간담회 개최
- 11비키 칼라스케치북 제품출시
- 11메탈베이블레이드 4D 제품출시
- 10IEF와 함께하는 `메탈베이블레이드 챔피언` 하반기 결선대회 개최
- 09말하는 햄스터 `햄토킹` 제품출시
- 09애니메이션 `메탈베이블레이드 4D` 투니버스 방영
- 08`슈팅바쿠간2` 2011 챔피언십 전국 예선전 진행
- 07메탈베이블레이드 아시아 챔피언십 국가대표 선발전 진행
- 06`슈팅바쿠간2` 제품 출시
- 06애니메이션 `슈팅바쿠간2` 투니버스 방영
- 01투니버스와 함께하는 `메탈베이블레이드 코리아 챔피언십` 개최
- 01캐릭터 가방 출시

2012년
- 10IEF2012, `리그오브레전드` 프로 한국대표 선발전 실시
- 09비키 스마트 디카 출시
- 09메탈베이블레이드 제로G 출시
- 09비키 비밀다이어리 출시
- 07손오공 `시계마을 티키톡` 목재완구 상품화 사업 협약식 체결
- 06슈팅바쿠간BG 애니메이션 방영 및 제품 출시
- 05디아블로 III<Diablo® III> 게임 패키지 온라인 게임패키지 판매
- 04`썬더일레븐 GO` 트레이딩 카드게임 출시
- 01블리자드엔터테인먼트와 워크래프트, 스타크래프트, 디아블로 시리즈의 국내 게임 패키지 유통 및 판매 계약 체결

2013년
- 11헬로카봇 완구 출시
- 09최강탑플레이트 애니메이션 방영
- 08최강탑플레이트 완구 출시
- 07여아 블록완구 바비블록 완구 출시
- 04트레인히어로 완구 출시
- 02후로티로봇 애니메이션 방영 및 완구 출시
- 01크로스파이트 비드맨 애니메이션 방영 및 완구 출시
- 01스타크래프트2 군단의 심장 확장팩 출시

2014년
- 11터닝메카드 상품 출시
- 11본점 소재지 변경 : 경기도 부천시 원미구 안곡로 266
- 04김종완 단독 대표이사 체제 변경(취임)
- 04헬로카봇 신제품 아반떼 및 싼타페레스큐 출시
- 04포켓몬스터 XY 완구 출시
- 03디아블로3 영혼을 거두는 자 확장팩 출시

2015년
- 12‘헬로카봇 시즌3’ KBS 1TV에서 방영시작
- 12국제 구호개발 NGO 단체인 세이브더칠드런의 ‘놀이터를 지켜라’ 캠페인 후원 협약 체결
- 10‘터닝메카드 2015 테이머 챔피언십’ 코엑스에서 개최
- 05‘헬로카봇 시즌2’ KBS 1TV에서 방영시작
- 02‘최강탑플레이트’ 왕중왕전 개최
- 02‘터닝메카드’ KBS 2TV에서 방영시작
- 01‘미니특공대’ 완구 출시

2016년
- 10마텔, 손오공 인수동의 및 국내 독점 유통계약 체결
- 10터닝메카드 2016 테이머 챔피언십 개최
- 08여아 애니메이션 ‘소피루비', EBS에서 방영
- 07헬로카봇 시즌4 KBS 1TV에서 방영
- 07터닝메카드, 2016 애니메이션 캐릭터 어워드 인기완구상 수상
- 06헬로카봇, 경기도 학교전담 경찰관과 함께 학교폭력 근절을 위한 ‘쓰담스담’ 캠페인 실시
- 05'터닝메카드W' KBS 2TV에서 방영 시작
- 04㈜손오공과 ㈜알톤스포츠 업무협약 체결
- 02헬로카봇 고스트체이서트루, 제 2회 대한민국 토이어워드 대상 수상
- 01세이브더칠드런의 ‘놀이터를 지켜라’ 캠페인에 후원 기금 전달

2017년
- 12‘공룡 메카드’ 완구 출시
- 10‘소피루비-드림 케슬’ EBS에서 방영시작
- 07‘글리미즈’ 애니메이션, 완구 제작 및 출시
- 02앱스토어에 ‘터닝 메카드 GO’
- 02‘터닝 메카드 W’ 완구 출시
- 01‘터닝 메카트 W 극장판: 블랙미러의 부활’ 상영

2018년
- 12Beverly사와 ‘파체리에’ 계약 체결
- 08‘헬로 카봇 극장판: 백악기 시대’ 상영
- 04‘헬로 카봇 시즌6’ KBS 1TV에서 방영

2019년
- 05스타크래프트: 리마스터 ‘전설의 목소리’ 소장판 패키지 정식 출시
- 04앤 게디스와 독점계약을 맺고 라이선스 인형 국내 최초 출시
- 03바비 ‘60주년 기념 시그니처 바비’ 출시
- 03‘메카블레이드’ 제품 런칭
- 02‘바비의 드림하우스 어드벤처’ 애니메이션 부메랑, 카툰네트워크 방영
- 01‘극장판 헬로카봇:옴파로스 섬의 비밀’버전의 동물카봇 출시

2020년
- 01 기존 손오공에서 새 CI로 변경.

2021년
- 06 KBSN 초이락 손오공 자회사 공동 채널 운영인 KBS Kids 브라보키즈

(주) 손오공 회사 연혁
- 1974년 2월 1일: (구) 협성공업사
- 1985년: (구) 서울화학
- 1996년: (구) 서울화학 (현) (주)손오공으로 법인 전환.

## 손오공 제작 애니메이션
' KBS
- 외주제작
- 검정고무신
- TV동화 행복한 세상
- 엄지곰 곰지
- 우정의 그라운드
- 외주제작 및 수입
- 정의의 용사 카봇
- 출동 메가트레인
- 마하특급 델타트레인
- 황금로봇 골드런
- 사자왕 가오가이거
- 지구용사 선가드
- 용자특급 마이트가인
- 그레이트 다간
- 마이크로맨
- 별나라 요정 코미
- 구슬대전 배틀비드맨
- 천하통일 파이어비드맨
- 천하무적 크래쉬비드맨

MBC

- 외주제작
- 영혼기병 라젠카
- 붐이담이 부릉부릉
- 외주제작 및 수입
- 로봇수사대 K캅스

SBS
- 외주제작
- 스피드왕 번개
- 트랙 시티
- 하얀마음 백구
- 으쌰으쌰 우비소년
- 범퍼킹 재퍼

- 외주제작 및 수입
- 은하영웅 사이버트론
- 그레이트 다간
- 로봇용사 다그온
- 탑블레이드
- 탑블레이드 브이
- 팽이대전 지블레이드
- 구슬동자
- 빅토리 구슬동자
- 비스트워 네오
- 포켓몬스터
- 우리는 챔피언
- 매래전사 그레이트건더
- 부탁해! 마이멜로디

EBS
- 외주제작
- 환경전사 젠타포스 드라마
- 부릉! 부릉! 브루미즈
- 최강전사 미니특공대
- 용감한 소방차 레이

투니버스
- 외주제작
- 엑스가리온 드라마

초이락컨텐츠컴퍼니
- SBS
- 최강! 탑플레이트
- 꿈의 왕국 소피 루비
- 헬로 카봇 7 8 9 10 11 12 13 14기
- 내 친구 코리리
- 바이트 초이카

- KBS
- 헬로 카봇 1 2 3 4 5 6기
- 터닝메카드
- 터닝메카드 W
- 터닝메카드 R
- 공룡메카드
- 티티 체리

- EBS
- 소피 루비
- 대교어린이TV
- 요괴메카드
- MBC
- 빠샤메카드

## 손오공 제작 영화 애니
오세암 제작 제공
탑 블레이드 더 무비 수입
극장판 메탈 베이블레이드 VS 태양 작열의 침략자 솔블레이즈 공동제공

## 손오공 게임 제작 배급
- 하프라이프|
- 워크래프트 III: 프로즌 쓰론
게임단 손오공 프렌즈를 창단하기도 하였다.

완구 제품
- 로봇
- 인형
- 모형자동차
- 플라스틱 제품

## 같이 보기
- 대한민국의 경제